# Domaining
Domaining (domeniarstwo) – forma działalności, polegająca na kupowaniu, sprzedawaniu, parkowaniu i kolekcjonowaniu domen internetowych. 
Domainer (domeniarz)  to osoba zajmująca się domainingiem. 